# Ad Gerritsen
Albertus Gradus (Ad) Gerritsen (Arnhem, 18 maart 1940 - aldaar, 2 april 2015) was een Nederlands beeldend kunstenaar. Hij was kunstschilder en graficus en werkte ook in gemengde techniek aan collages en ruimtelijke objecten.

## Leven en werk
Als schilder wordt Ad Gerritsen gezien als autodidact. Toch kreeg hij al vroeg erkenning voor zijn werk.
Hij werkte uitsluitend figuratief. Zijn belangrijkste thema's waren het menselijk gezicht, vrouwen, jeugd (onschuld) en misdadigers. Hij werkte in een atelier in Heveadorp en was enkele decennia als docent verbonden aan de AKI in Enschede. Hij was in de jaren zeventig ook werkzaam als creatief therapeut in de psychiatrie en in de gevangenis.
In 2000 won Gerritsen de Gelderland Grafiek Prijs en in 2011 de Jeanne Oosting Prijs.
Museum Arnhem besteedde in 2015 aandacht aan zijn werk met een solotentoonstelling onder de titel: Berichten van de spotvogel. Het museum heeft ruim honderd werken van Gerritsen in haar collectie waaronder veel zeefdrukken en linosnedes en ook veertien schilderijen. Het museum ontving twee schilderijen uit zijn nalatenschap.
In 2018-2019 was zijn werk te zien in het Kunstmuseum Den Haag. Daarbij werd een film gemaakt met commentaren van anderen op zijn werk.
De beeldtaal van Gerritsen wordt omschreven als: "compromisloos, stuurs en overtuigend eigengereid, maar daarenboven zeer verontrustend".
"Gedurende zijn carrière heeft Ad Gerritsen vele paden bewandeld, vele thema’s uitvoerig behandeld en net zoveel thema’s weer ontkracht door het tegengestelde te beweren. In zijn vroege oeuvre speelt de oorsprong van de mens een rol, zelfportretten, het clichébeeld van ons bestaan en onze herkomst, evenals de fysieke in- en uitgangen van ons lichaam. Later richt hij zich ook op groeperingen, geesteszieken en eenzame figuren die hij voorziet van bijzondere kleuren en gezichtsuitdrukkingen. Alles kan echter worden teruggevoerd op de mateloze interesse van de kunstenaar voor alles wat met representatie, interpretatie en vooroordeel van de mens te maken heeft. Gerritsen schuwde daarbij in het geheel het woord ‘cliché’ niet."
Men zou kunnen zeggen dat Ad Gerritsen zijn onderwerpen vanuit werkelijk ieder denkbare hoek belicht, vanuit zowel de positieve, vriendelijke kant maar net zo goed vanuit kwaadaardig en historisch perspectief. Het oeuvre van Ad Gerritsen mag in algemene zin beschouwd worden als schilderkunstig commentaar op hoe wij mensen elkaar beoordelen.
Misschien wel het belangrijkste, steeds terugkerend motief door alle thema’s heen is de kwetsbaarheid van de enkeling. De figuren in de schilderijen lijken ieder voor zich te bestaan, ook al zijn ze omgeven door anderen. Ze lijken de steun van de groep nodig te hebben om zichzelf te legitimeren.
Gerritsen haalde zijn inspiratie uit de dagelijkse overvloed aan massamedia en uit diverse literatuur. Hij zocht steeds naar de essentie van een afbeelding, en dit is ook terug te zien in de rauwe manier van schilderen. Rechtstreeks, zonder omhaal, en meestal zijn de figuren gevangen in een moment van hevige emotie. De kunstenaar verklaarde dat hij ook graag plezier wilde beleven aan het schilderen, en dat dat soms gewoon de enige reden was om een blote dame in een werk te brengen.
Wanneer de kunstenaar worstelde met een groot schilderij, sneed hij wat hoogdrukken, of werkte aan een kleiner schilderij dat hem meer lucht gaf omdat hij daar bijvoorbeeld een woeste gezichtsuitdrukking kwijt kon. Op deze manier heeft hij veel werken gemaakt. De context van deze verzameling ‘zijwerken’ had de kunstenaar nodig om tot zijn schilderijen te komen.
In Arnhem plaatste hij in 1988 een set van vijf schilderingen als een ruimtelijke mural aan de Maaslaan in de wijk Presikhaaf.
Zijn schilderijen en grafiek bevinden zich in musea, bedrijfscollecties en particuliere verzamelingen.

## Galerij

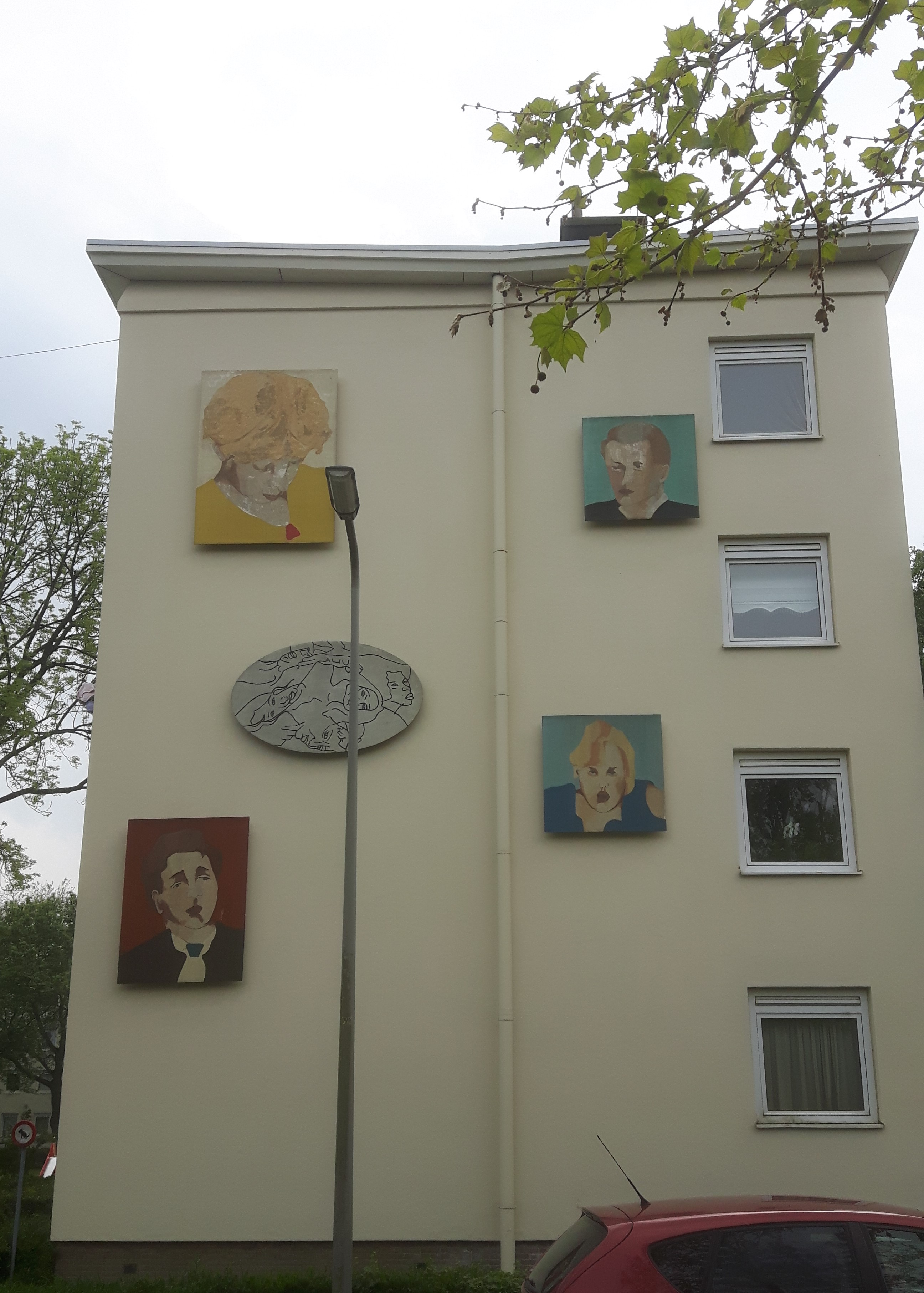
Muurschildering aan de Maaslaan in Arnhem (1988)
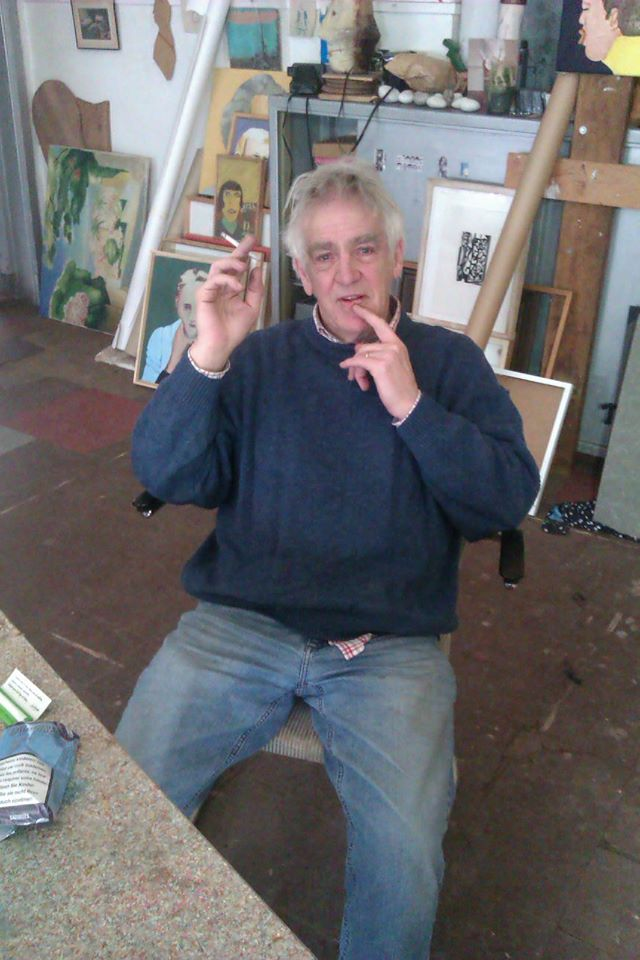
In het atelier in Heveadorp (2012)

## Solotentoonstellingen (selectie)
- Dordrechts Museum (2001)
- Museum Arnhem (1999, 2003, 2015)
- Kunstmuseum Den Haag (2018-2019)

## Prijzen
- 2011 Jeanne Oosting Prijs
- 2000 Gelderland Grafiek Prijs